# 197
197（百九十七、ひゃくきゅうじゅうなな）は自然数、また整数において、196の次で198の前の数である。

## 性質
- 197は45番目の素数である。1つ前は193、次は199。
  - 約数の和は198。
    - 約数関数から導き出される数列 {\displaystyle a_{n}=\sigma (a_{n-1})} はその初期値によって異なる数列になる。異なる数列になる20番目の初期値(最小の値)を表す数である。1つ前は189、次は199。(ただし1を除く)(オンライン整数列大辞典の数列 A257348)
- 197と199は15番目に小さな双子素数である。1つ前は(191, 193)、次は(227, 229)。
- (191, 193, 197, 199)は四つ子素数である。1つ前は(101, 103, 107, 109)、次は(821, 823, 827, 829)。
- 197 = 197 + 0 × ω (ωは1の虚立方根)
  - a + 0 × ω (a > 0) で表される24番目のアイゼンシュタイン素数である。1つ前は191、次は227。
- 13番目のオイラー素数である。1つ前は173、次は223。
- 19…97 の形の最小の素数である。次は1997。ただし挟まれた数は無くてもいいとすると最小は17。(オンライン整数列大辞典の数列 A177135)
- 末尾の2桁が97の2番目の素数である。1つ前は97、次は397。(オンライン整数列大辞典の数列 A244778)
- 連続する12個の素数の和に等しい最小の数である。次は236。
197 = 2 + 3 + 5 + 7 + 11 + 13 + 17 + 19 + 23 + 29 + 31 + 37。
  - 連続素数和が素数になる5番目の素数である。1つ前は41、次は281。(オンライン整数列大辞典の数列 A013918)
- 197、179、719、971はいずれも素数である。一方、791 = 7 × 113 、917 = 7 × 131 で表せるため合成数である。
  - 各桁の並び順を変えないで入れ替えてできる数がすべて素数となる16番目の数である。1つ前は131、次は199。(オンライン整数列大辞典の数列 A068652)
- 各位の和が17になる5番目の数である。1つ前は188、次は269。
  - 各位の和が17になる数で素数になる3番目の数である。1つ前は179、次は269。(オンライン整数列大辞典の数列 A106758)
- 197 = 12 + 142
  - 異なる2つの平方数の和で表せる59番目の数である。1つ前は194、次は200。(オンライン整数列大辞典の数列 A004431)
  - 197 = 142 + 1
    - n = 2 のときの 14n + 1 の値とみたとき1つ前は15、次は2745。
    - n = 14 のときの n2 + 1 の値とみたとき1つ前は170、次は226。(オンライン整数列大辞典の数列 A002522)
      - n2 + 1 で表される6番目の素数である。1つ前は101、次は257。(オンライン整数列大辞典の数列 A002496)
- 197 = 22 + 72 + 122 = 42 + 92 + 102
  - 3つの平方数の和2通りで表せる46番目の数である。1つ前は195、次は203。(オンライン整数列大辞典の数列 A025322)
  - 異なる3つの平方数の和2通りで表せる28番目の数である。1つ前は195、次は201。(オンライン整数列大辞典の数列 A025340)
- 197 = 23 + 43 + 53
  - 3つの正の数の立方数の和1通りで表せる28番目の数である。1つ前は192、次は216。(オンライン整数列大辞典の数列 A025395)
  - 3つの正の数の立方数の和で表せる8番目の素数である。1つ前は179、次は251。(オンライン整数列大辞典の数列 A007490)
  - 異なる3つの正の数の立方数の和1通りで表せる9番目の数である。1つ前は190、次は216。(オンライン整数列大辞典の数列 A025399)
  - 異なる3つの正の数の立方数の和で表せる2番目の素数である。1つ前は73、次は251。(オンライン整数列大辞典の数列 A122723)
  - n = 3 のときの 2n + 4n + 5n の値とみたとき1つ前は45、次は897。(オンライン整数列大辞典の数列 A074532)

## その他 197 に関連すること
- 第197代ローマ教皇は、ベネディクトゥス12世（在位：1334年12月20日～1342年4月25日）である。
- 年始から数えて197日目は7月16日、閏年では7月15日。
- 金の原子量は、約197。
- ジョーダン・197は、ジョーダン・グランプリのフォーミュラ1カー。
- スカパー!のCh197は、スカチャン197。
- ブランチ (USS Branch, DD-197) は、アメリカ海軍の駆逐艦。
- ロッシュ (USS Roche, DE-197) は、アメリカ海軍の護衛駆逐艦。
- シーウルフ (USS Seawolf, SS-197) は、アメリカ海軍の潜水艦。
- JR東日本GV-E197系気動車は、東日本旅客鉄道が所有する事業用気動車。